# Malkov
Malkov je zaniklý hrad u Strenic jihozápadně od Mladé Boleslavi ve Středočeském kraji. Nachází se jihovýchodně od vesnice na ostrožně nad levým břehem Strenického potoka. Hrad byl osídlen v polovině čtrnáctého století a před polovinou šestnáctého století zanikl. Jeho terénní pozůstatky jsou chráněny jako kulturní památka.

## Historie
První písemná zmínka o hradu pochází z roku 1354, kdy patřil bratrům Jindřichovi a Arnoštovi z Malkova, kteří vykonávali podací právo ke kostelu v Čejkách. V letech 1360–1364 byl vykonavatelem tohoto práva Diviš z Malkova. Další zpráva o hradu pochází až z roku 1548, kdy se sedm bratrů Klusáků z Kostelce rozdělilo o majetek. Při té příležitosti byl Malkov uveden jako pustý. Podle Augusta Sedláčka a Rudolfa Anděla hrad zanikl už v průběhu patnáctého století.

## Stavební podoba

Půdorys hradu od Vojtěcha Krále z Dobré Vody publikovaný roku 1895

Dvoudílný hrad byl založen na ostrožně nad břehem Strenického potoka (též Skalského). Podle plánu Augusta Sedláčka hradní čelo chránil příkop, který pokračoval podél západní strany, kde jej na vnější straně doplňoval také val. Na čelní straně se dochovaly stopy zděného opevnění a snad i branské věže zatažené do vnitřní plochy hradu. Na východě zdivo sestupovalo svahem k budově nejasného účelu. V zadní části jádra stála nějaká stavba, za níž následovaly široký příkop s pravoúhle zalomeným valem na dně a zadní část hradu beze stop zástavby.